# Douze (rivière)
Pour les articles homonymes, voir Douze (homonymie).
La Douze (Dosa en gascon) est une rivière du Sud-Ouest de la France, constitutive de la Midouze. Elle traverse les départements du Gers et des Landes. Elle fait l'objet d'un inventaire ZNIEFF de type 2 « Vallées de la Douze et de ses affluents » et elle est constitutive du site Natura 2000 « Réseau hydrographique des affluents de la Midouze ».

## Géographie
La Douze est une rivière de France qui prend sa source en Armagnac, à Baccarisse, dans le département du Gers, et qui s'unit au Midou à Mont-de-Marsan, pour former la Midouze, un affluent de l'Adour. Sa longueur est de 123,6 km.

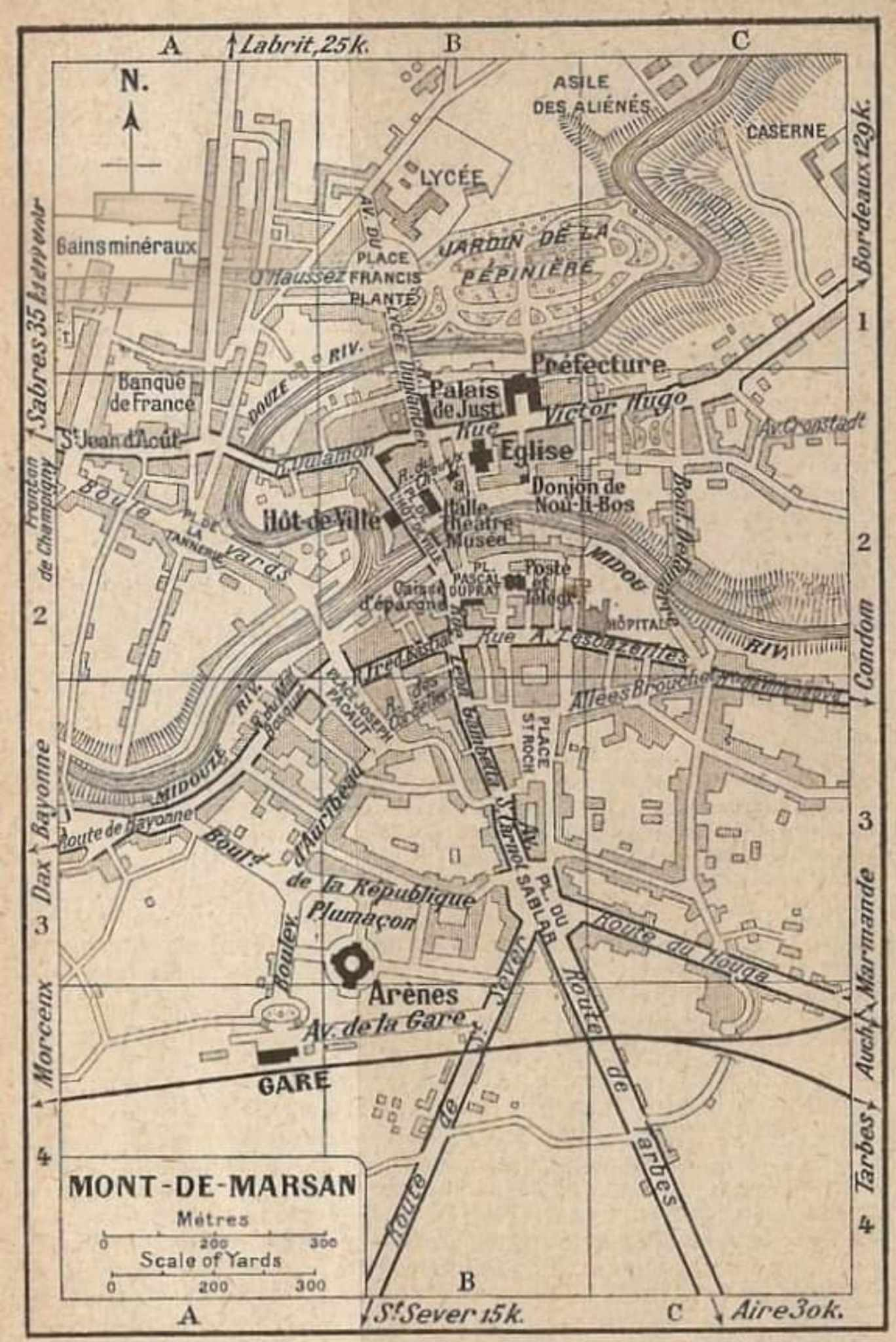
Confluence de la Douze et du Midou sur un plan ancien de Mont-de-Marsan, formant la Midouze.

### Principales communes traversées
- Gers : Peyrusse-Grande, Espas, Manciet, Cazaubon.
- Landes : Labastide-d'Armagnac, Saint-Justin, Roquefort.

Le cours supérieur de la Douze, dénommé la Doulouze, rassemble divers ruisseaux du Bas-Armagnac. À Roquefort, il reçoit l'Estampon, qui collecte les eaux du Gabardan et du faible plateau landais en limite des départements voisins du Lot-et-Garonne et de la Gironde.
Elle traverse Mont-de-Marsan sur 5,7 km. Sur cette commune, elle appartient au domaine public fluvial.

## Historique

### Moyen Âge
Les vicomtes de Marsan établissent primitivement le siège de leur vicomté dans leur château de Marsan à Roquefort, à la confluence de la Douze et de l'Estampon. Les deux rivières offrent alors une protection naturelle à la cité centrée sur son château, déjà érigé dans les premières années du XIIe siècle.
La fondation de Mont-de-Marsan entre 1133 et 1141 par le vicomte Pierre de Marsan obéit à la même logique : la cité castrale est établie autour du nouveau château vicomtal érigé cette fois-ci à la confluence de la Douze et du Midou, plus en aval. Ce choix est motivé par la perspective d'accroître les recettes de la vicomté grâce au trafic fluvial sur la Midouze, rivière navigable, au départ du port de Mont-de-Marsan vers ceux situés en aval (Tartas, Dax et surtout, le port de Bayonne). A cette période, la Douze est mentionnée comme l'Adouse, en 1140.
Le pont de la « May-de-Diù » ( « Mère de Dieu » en gascon) est édifié sur la Douze à Mont-de-Marsan au cours du A Moyen Âge. C'est le pont connu le plus ancien de la ville. Il permet alors de franchir la rivière à Nonères et de pénétrer dans la ville par la porte de Roquefort, moyennant paiement. Lors de la construction, au XVIe siècle du bastion de la Petite Tenaille, il se trouve privé de débouché. Il est alors désaffecté et tombé en ruine. Il n'en reste qu'une une pile, encore visible dans le parc Jean-Rameau. Depuis, d'autres ponts franchissant la Douze ont été construits à Mont-de-Marsan.
Le pont primitif de Saint-Jean-d'Août sur la Douze accompagne le système défensif de la porte Campet à Mont-de-Marsan.

### XVIIesiècle
La Douze est une nouvelle fois mentionnée comme l'Adouse en 1640.

### XIXesiècle
Au cours du XIXe siècle, un « quartier de Port Campet » est situé sur la commune de Nonères, autour de l'actuelle place Nonères, doté d'un petit quai implanté au débouché du chemin du Baron sur la Douze, rivière alors flottable de Roquefort à Mont-de-Marsan. Dans cette même ville, le pont du Lycée est construit en bois en 1819 puis reconstruit en dur en 1870 et la passerelle de la Préfecture des Landes est érigée 1844.

### XXesiècle
A Mont-de-Marsan, le pont de la Sablière est construit sur la Douze en 1955 sur l'avenue de Canenx et la passerelles de l'Auberge Landaise en 1978. En 1981, la Municipalité aménage une zone de baignade surveillée, la Douze étant réputée « propre » depuis la fermeture des Papeteries de Roquefort. Cette baignade est située en bordure de la Route de Canenx, au milieu de la plaine des Loisirs, qui compte déjà un terrain de moto-cross et de ball-trap. Ouverte du 1er juillet au 31 août 1981, la plage accueille plus de 12 000 personnes en deux mois. Elle fonctionne quelques années avant de fermer.

## Hydrographie

### Principaux affluents
- (G) Le Loumné, en aval de Mauvezin-d'Armagnac ;
- (D) le Lugardon, à Saint-Martin-de-Noët ;
- (D) le Bergon, à Campagne-d'Armagnac ;
- (D) l'Estampon, à Roquefort, en provenance de Parleboscq ;
  - (D) Chatéou (ou Losse), de Losse ;
  - (G) Launet, d'Estigarde ;
  - (D) Bergonce (ou Vialole), de Losse ;
  - (D) le Retjons, de Traverses.
- (D) la Gouaneyre, en provenance de l'étang de Graouillé (Graulhè) au nord de Lencouacq.

## Galerie

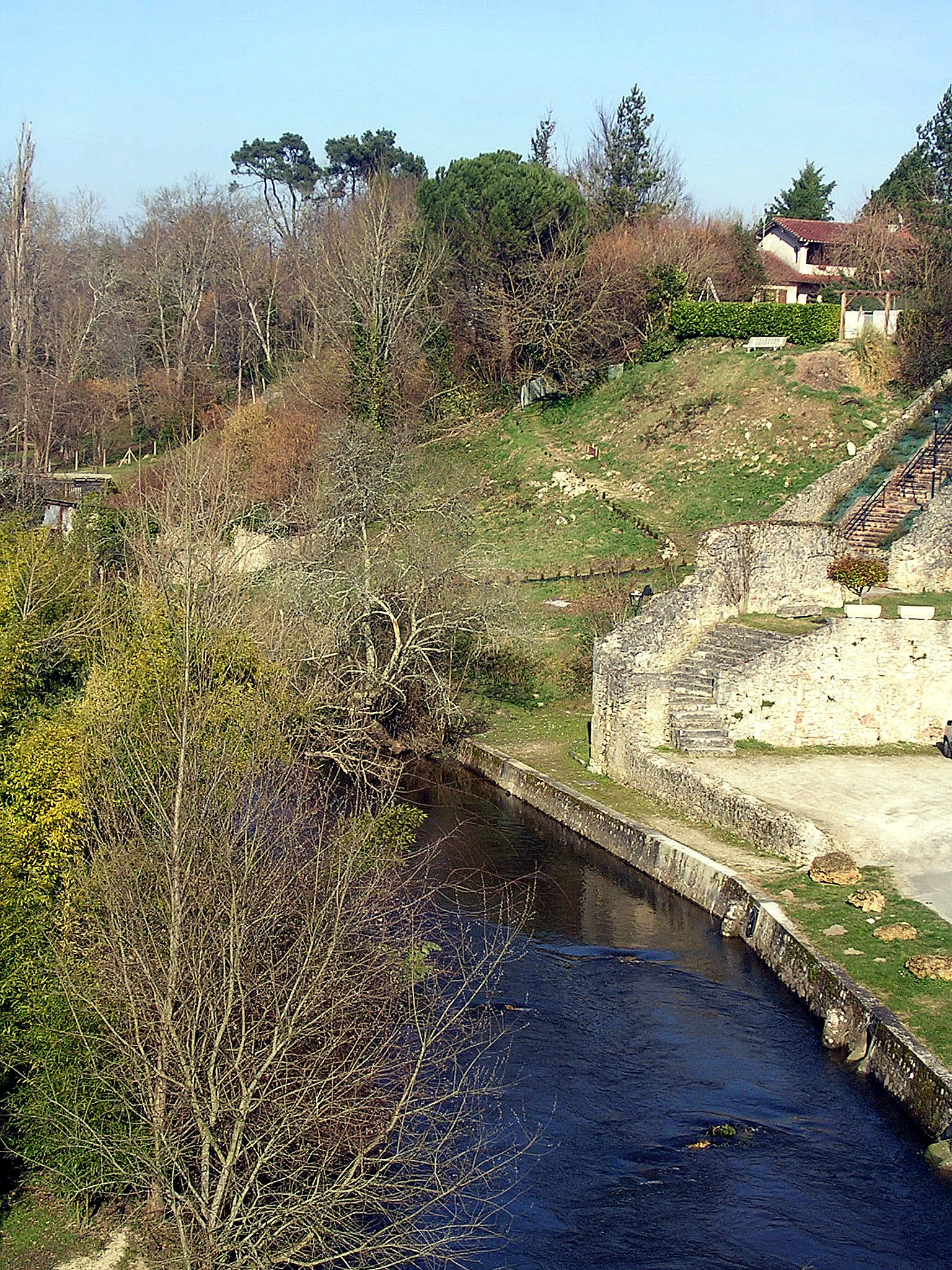
La Douze à Roquefort.
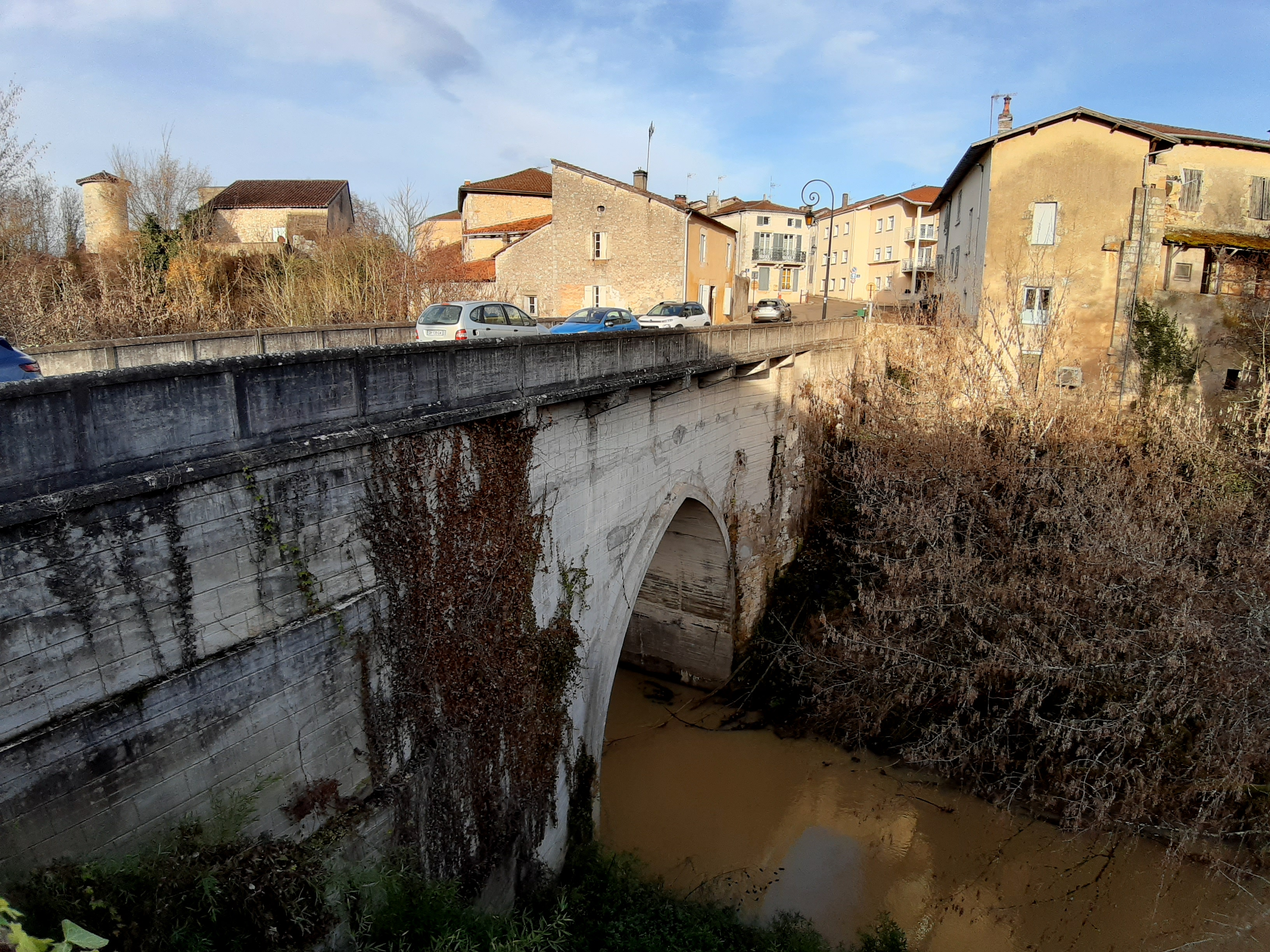
Pont vieux enjambant la Douze à Roquefort.
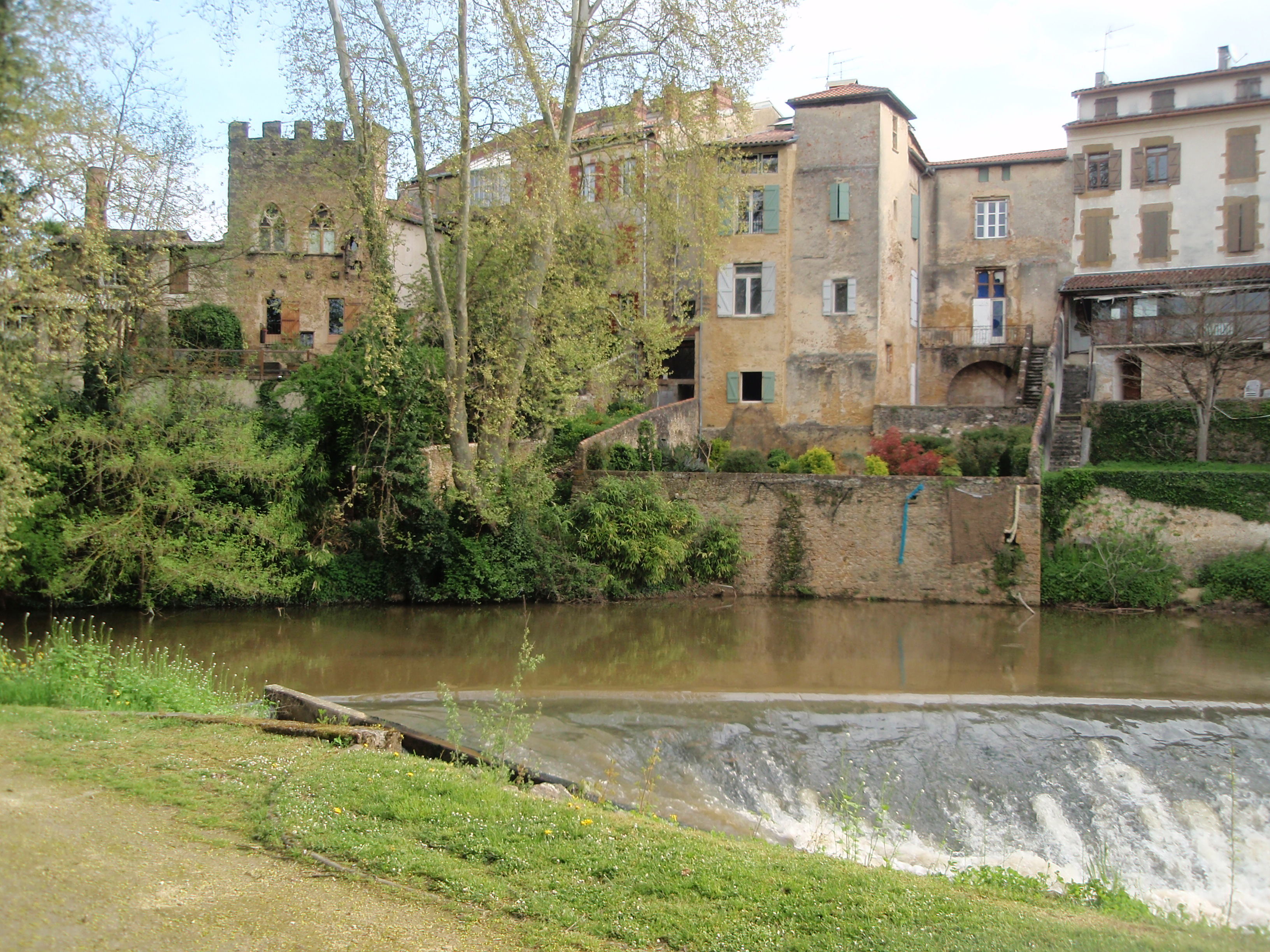
La Douze à Mont-de-Marsan, juste en amont de sa confluence avec le Midou.